# Jazierský vodopád
Jazierský vodopád – wodospad w Wielkiej Fatrze na Słowacji. Znajduje się na Potoku murárov w należącej do Rużomberku osadzie Jazierce. Zlokalizowany jest na stromym zboczu, przy basenie kąpieliskowym, tuż poniżej przepustu pod drogą prowadzącą do domków tej osady (chaty Jazierce).
Jest to kaskadowy wodospad o wysokości około 10 m. Wraz z Jazierskimi travertínami jest jedną z atrakcji turystycznych tego rejonu.

## Szlaki turystyczne
odcinek: Rużomberk – Trlenská dolina – Vlkolínec – Grúň – Pulčíkovo – Jazierskie travertíny – Jazierský vodopád – Trlenská dolina